# Bernardo Campos
Bernardo Andrés Campos Araniba (Santiago del Cile, 23 aprile 1991) è un ex calciatore cileno, di ruolo attaccante.